# Каррера, Пьетро
|   | a | b | c | d | e | f | g | h |   |
| - | --- | --- | --- | --- | --- | --- | --- | --- | - |
| 8 | a8 чёрная ладья · b8 чёрный конь · c8 чёрный слон · d8 чёрный ферзь · e8 чёрный король · f8 чёрный слон · g8 чёрный конь · h8 чёрная ладья · a7 чёрная пешка · b7 чёрная пешка · c7 чёрная пешка · d7 чёрная пешка · f7 чёрная пешка · g7 чёрная пешка · h7 чёрная пешка · e4 белая пешка · f4 чёрная пешка · a2 белая пешка · b2 белая пешка · c2 белая пешка · d2 белая пешка · e2 белый ферзь · g2 белая пешка · h2 белая пешка · a1 белая ладья · b1 белый конь · c1 белый слон · e1 белый король · f1 белый слон · g1 белый конь · h1 белая ладья | a8 чёрная ладья · b8 чёрный конь · c8 чёрный слон · d8 чёрный ферзь · e8 чёрный король · f8 чёрный слон · g8 чёрный конь · h8 чёрная ладья · a7 чёрная пешка · b7 чёрная пешка · c7 чёрная пешка · d7 чёрная пешка · f7 чёрная пешка · g7 чёрная пешка · h7 чёрная пешка · e4 белая пешка · f4 чёрная пешка · a2 белая пешка · b2 белая пешка · c2 белая пешка · d2 белая пешка · e2 белый ферзь · g2 белая пешка · h2 белая пешка · a1 белая ладья · b1 белый конь · c1 белый слон · e1 белый король · f1 белый слон · g1 белый конь · h1 белая ладья | a8 чёрная ладья · b8 чёрный конь · c8 чёрный слон · d8 чёрный ферзь · e8 чёрный король · f8 чёрный слон · g8 чёрный конь · h8 чёрная ладья · a7 чёрная пешка · b7 чёрная пешка · c7 чёрная пешка · d7 чёрная пешка · f7 чёрная пешка · g7 чёрная пешка · h7 чёрная пешка · e4 белая пешка · f4 чёрная пешка · a2 белая пешка · b2 белая пешка · c2 белая пешка · d2 белая пешка · e2 белый ферзь · g2 белая пешка · h2 белая пешка · a1 белая ладья · b1 белый конь · c1 белый слон · e1 белый король · f1 белый слон · g1 белый конь · h1 белая ладья | a8 чёрная ладья · b8 чёрный конь · c8 чёрный слон · d8 чёрный ферзь · e8 чёрный король · f8 чёрный слон · g8 чёрный конь · h8 чёрная ладья · a7 чёрная пешка · b7 чёрная пешка · c7 чёрная пешка · d7 чёрная пешка · f7 чёрная пешка · g7 чёрная пешка · h7 чёрная пешка · e4 белая пешка · f4 чёрная пешка · a2 белая пешка · b2 белая пешка · c2 белая пешка · d2 белая пешка · e2 белый ферзь · g2 белая пешка · h2 белая пешка · a1 белая ладья · b1 белый конь · c1 белый слон · e1 белый король · f1 белый слон · g1 белый конь · h1 белая ладья | a8 чёрная ладья · b8 чёрный конь · c8 чёрный слон · d8 чёрный ферзь · e8 чёрный король · f8 чёрный слон · g8 чёрный конь · h8 чёрная ладья · a7 чёрная пешка · b7 чёрная пешка · c7 чёрная пешка · d7 чёрная пешка · f7 чёрная пешка · g7 чёрная пешка · h7 чёрная пешка · e4 белая пешка · f4 чёрная пешка · a2 белая пешка · b2 белая пешка · c2 белая пешка · d2 белая пешка · e2 белый ферзь · g2 белая пешка · h2 белая пешка · a1 белая ладья · b1 белый конь · c1 белый слон · e1 белый король · f1 белый слон · g1 белый конь · h1 белая ладья | a8 чёрная ладья · b8 чёрный конь · c8 чёрный слон · d8 чёрный ферзь · e8 чёрный король · f8 чёрный слон · g8 чёрный конь · h8 чёрная ладья · a7 чёрная пешка · b7 чёрная пешка · c7 чёрная пешка · d7 чёрная пешка · f7 чёрная пешка · g7 чёрная пешка · h7 чёрная пешка · e4 белая пешка · f4 чёрная пешка · a2 белая пешка · b2 белая пешка · c2 белая пешка · d2 белая пешка · e2 белый ферзь · g2 белая пешка · h2 белая пешка · a1 белая ладья · b1 белый конь · c1 белый слон · e1 белый король · f1 белый слон · g1 белый конь · h1 белая ладья | a8 чёрная ладья · b8 чёрный конь · c8 чёрный слон · d8 чёрный ферзь · e8 чёрный король · f8 чёрный слон · g8 чёрный конь · h8 чёрная ладья · a7 чёрная пешка · b7 чёрная пешка · c7 чёрная пешка · d7 чёрная пешка · f7 чёрная пешка · g7 чёрная пешка · h7 чёрная пешка · e4 белая пешка · f4 чёрная пешка · a2 белая пешка · b2 белая пешка · c2 белая пешка · d2 белая пешка · e2 белый ферзь · g2 белая пешка · h2 белая пешка · a1 белая ладья · b1 белый конь · c1 белый слон · e1 белый король · f1 белый слон · g1 белый конь · h1 белая ладья | a8 чёрная ладья · b8 чёрный конь · c8 чёрный слон · d8 чёрный ферзь · e8 чёрный король · f8 чёрный слон · g8 чёрный конь · h8 чёрная ладья · a7 чёрная пешка · b7 чёрная пешка · c7 чёрная пешка · d7 чёрная пешка · f7 чёрная пешка · g7 чёрная пешка · h7 чёрная пешка · e4 белая пешка · f4 чёрная пешка · a2 белая пешка · b2 белая пешка · c2 белая пешка · d2 белая пешка · e2 белый ферзь · g2 белая пешка · h2 белая пешка · a1 белая ладья · b1 белый конь · c1 белый слон · e1 белый король · f1 белый слон · g1 белый конь · h1 белая ладья | 8 |
| 7 | a8 чёрная ладья · b8 чёрный конь · c8 чёрный слон · d8 чёрный ферзь · e8 чёрный король · f8 чёрный слон · g8 чёрный конь · h8 чёрная ладья · a7 чёрная пешка · b7 чёрная пешка · c7 чёрная пешка · d7 чёрная пешка · f7 чёрная пешка · g7 чёрная пешка · h7 чёрная пешка · e4 белая пешка · f4 чёрная пешка · a2 белая пешка · b2 белая пешка · c2 белая пешка · d2 белая пешка · e2 белый ферзь · g2 белая пешка · h2 белая пешка · a1 белая ладья · b1 белый конь · c1 белый слон · e1 белый король · f1 белый слон · g1 белый конь · h1 белая ладья | a8 чёрная ладья · b8 чёрный конь · c8 чёрный слон · d8 чёрный ферзь · e8 чёрный король · f8 чёрный слон · g8 чёрный конь · h8 чёрная ладья · a7 чёрная пешка · b7 чёрная пешка · c7 чёрная пешка · d7 чёрная пешка · f7 чёрная пешка · g7 чёрная пешка · h7 чёрная пешка · e4 белая пешка · f4 чёрная пешка · a2 белая пешка · b2 белая пешка · c2 белая пешка · d2 белая пешка · e2 белый ферзь · g2 белая пешка · h2 белая пешка · a1 белая ладья · b1 белый конь · c1 белый слон · e1 белый король · f1 белый слон · g1 белый конь · h1 белая ладья | a8 чёрная ладья · b8 чёрный конь · c8 чёрный слон · d8 чёрный ферзь · e8 чёрный король · f8 чёрный слон · g8 чёрный конь · h8 чёрная ладья · a7 чёрная пешка · b7 чёрная пешка · c7 чёрная пешка · d7 чёрная пешка · f7 чёрная пешка · g7 чёрная пешка · h7 чёрная пешка · e4 белая пешка · f4 чёрная пешка · a2 белая пешка · b2 белая пешка · c2 белая пешка · d2 белая пешка · e2 белый ферзь · g2 белая пешка · h2 белая пешка · a1 белая ладья · b1 белый конь · c1 белый слон · e1 белый король · f1 белый слон · g1 белый конь · h1 белая ладья | a8 чёрная ладья · b8 чёрный конь · c8 чёрный слон · d8 чёрный ферзь · e8 чёрный король · f8 чёрный слон · g8 чёрный конь · h8 чёрная ладья · a7 чёрная пешка · b7 чёрная пешка · c7 чёрная пешка · d7 чёрная пешка · f7 чёрная пешка · g7 чёрная пешка · h7 чёрная пешка · e4 белая пешка · f4 чёрная пешка · a2 белая пешка · b2 белая пешка · c2 белая пешка · d2 белая пешка · e2 белый ферзь · g2 белая пешка · h2 белая пешка · a1 белая ладья · b1 белый конь · c1 белый слон · e1 белый король · f1 белый слон · g1 белый конь · h1 белая ладья | a8 чёрная ладья · b8 чёрный конь · c8 чёрный слон · d8 чёрный ферзь · e8 чёрный король · f8 чёрный слон · g8 чёрный конь · h8 чёрная ладья · a7 чёрная пешка · b7 чёрная пешка · c7 чёрная пешка · d7 чёрная пешка · f7 чёрная пешка · g7 чёрная пешка · h7 чёрная пешка · e4 белая пешка · f4 чёрная пешка · a2 белая пешка · b2 белая пешка · c2 белая пешка · d2 белая пешка · e2 белый ферзь · g2 белая пешка · h2 белая пешка · a1 белая ладья · b1 белый конь · c1 белый слон · e1 белый король · f1 белый слон · g1 белый конь · h1 белая ладья | a8 чёрная ладья · b8 чёрный конь · c8 чёрный слон · d8 чёрный ферзь · e8 чёрный король · f8 чёрный слон · g8 чёрный конь · h8 чёрная ладья · a7 чёрная пешка · b7 чёрная пешка · c7 чёрная пешка · d7 чёрная пешка · f7 чёрная пешка · g7 чёрная пешка · h7 чёрная пешка · e4 белая пешка · f4 чёрная пешка · a2 белая пешка · b2 белая пешка · c2 белая пешка · d2 белая пешка · e2 белый ферзь · g2 белая пешка · h2 белая пешка · a1 белая ладья · b1 белый конь · c1 белый слон · e1 белый король · f1 белый слон · g1 белый конь · h1 белая ладья | a8 чёрная ладья · b8 чёрный конь · c8 чёрный слон · d8 чёрный ферзь · e8 чёрный король · f8 чёрный слон · g8 чёрный конь · h8 чёрная ладья · a7 чёрная пешка · b7 чёрная пешка · c7 чёрная пешка · d7 чёрная пешка · f7 чёрная пешка · g7 чёрная пешка · h7 чёрная пешка · e4 белая пешка · f4 чёрная пешка · a2 белая пешка · b2 белая пешка · c2 белая пешка · d2 белая пешка · e2 белый ферзь · g2 белая пешка · h2 белая пешка · a1 белая ладья · b1 белый конь · c1 белый слон · e1 белый король · f1 белый слон · g1 белый конь · h1 белая ладья | a8 чёрная ладья · b8 чёрный конь · c8 чёрный слон · d8 чёрный ферзь · e8 чёрный король · f8 чёрный слон · g8 чёрный конь · h8 чёрная ладья · a7 чёрная пешка · b7 чёрная пешка · c7 чёрная пешка · d7 чёрная пешка · f7 чёрная пешка · g7 чёрная пешка · h7 чёрная пешка · e4 белая пешка · f4 чёрная пешка · a2 белая пешка · b2 белая пешка · c2 белая пешка · d2 белая пешка · e2 белый ферзь · g2 белая пешка · h2 белая пешка · a1 белая ладья · b1 белый конь · c1 белый слон · e1 белый король · f1 белый слон · g1 белый конь · h1 белая ладья | 7 |
| 6 | a8 чёрная ладья · b8 чёрный конь · c8 чёрный слон · d8 чёрный ферзь · e8 чёрный король · f8 чёрный слон · g8 чёрный конь · h8 чёрная ладья · a7 чёрная пешка · b7 чёрная пешка · c7 чёрная пешка · d7 чёрная пешка · f7 чёрная пешка · g7 чёрная пешка · h7 чёрная пешка · e4 белая пешка · f4 чёрная пешка · a2 белая пешка · b2 белая пешка · c2 белая пешка · d2 белая пешка · e2 белый ферзь · g2 белая пешка · h2 белая пешка · a1 белая ладья · b1 белый конь · c1 белый слон · e1 белый король · f1 белый слон · g1 белый конь · h1 белая ладья | a8 чёрная ладья · b8 чёрный конь · c8 чёрный слон · d8 чёрный ферзь · e8 чёрный король · f8 чёрный слон · g8 чёрный конь · h8 чёрная ладья · a7 чёрная пешка · b7 чёрная пешка · c7 чёрная пешка · d7 чёрная пешка · f7 чёрная пешка · g7 чёрная пешка · h7 чёрная пешка · e4 белая пешка · f4 чёрная пешка · a2 белая пешка · b2 белая пешка · c2 белая пешка · d2 белая пешка · e2 белый ферзь · g2 белая пешка · h2 белая пешка · a1 белая ладья · b1 белый конь · c1 белый слон · e1 белый король · f1 белый слон · g1 белый конь · h1 белая ладья | a8 чёрная ладья · b8 чёрный конь · c8 чёрный слон · d8 чёрный ферзь · e8 чёрный король · f8 чёрный слон · g8 чёрный конь · h8 чёрная ладья · a7 чёрная пешка · b7 чёрная пешка · c7 чёрная пешка · d7 чёрная пешка · f7 чёрная пешка · g7 чёрная пешка · h7 чёрная пешка · e4 белая пешка · f4 чёрная пешка · a2 белая пешка · b2 белая пешка · c2 белая пешка · d2 белая пешка · e2 белый ферзь · g2 белая пешка · h2 белая пешка · a1 белая ладья · b1 белый конь · c1 белый слон · e1 белый король · f1 белый слон · g1 белый конь · h1 белая ладья | a8 чёрная ладья · b8 чёрный конь · c8 чёрный слон · d8 чёрный ферзь · e8 чёрный король · f8 чёрный слон · g8 чёрный конь · h8 чёрная ладья · a7 чёрная пешка · b7 чёрная пешка · c7 чёрная пешка · d7 чёрная пешка · f7 чёрная пешка · g7 чёрная пешка · h7 чёрная пешка · e4 белая пешка · f4 чёрная пешка · a2 белая пешка · b2 белая пешка · c2 белая пешка · d2 белая пешка · e2 белый ферзь · g2 белая пешка · h2 белая пешка · a1 белая ладья · b1 белый конь · c1 белый слон · e1 белый король · f1 белый слон · g1 белый конь · h1 белая ладья | a8 чёрная ладья · b8 чёрный конь · c8 чёрный слон · d8 чёрный ферзь · e8 чёрный король · f8 чёрный слон · g8 чёрный конь · h8 чёрная ладья · a7 чёрная пешка · b7 чёрная пешка · c7 чёрная пешка · d7 чёрная пешка · f7 чёрная пешка · g7 чёрная пешка · h7 чёрная пешка · e4 белая пешка · f4 чёрная пешка · a2 белая пешка · b2 белая пешка · c2 белая пешка · d2 белая пешка · e2 белый ферзь · g2 белая пешка · h2 белая пешка · a1 белая ладья · b1 белый конь · c1 белый слон · e1 белый король · f1 белый слон · g1 белый конь · h1 белая ладья | a8 чёрная ладья · b8 чёрный конь · c8 чёрный слон · d8 чёрный ферзь · e8 чёрный король · f8 чёрный слон · g8 чёрный конь · h8 чёрная ладья · a7 чёрная пешка · b7 чёрная пешка · c7 чёрная пешка · d7 чёрная пешка · f7 чёрная пешка · g7 чёрная пешка · h7 чёрная пешка · e4 белая пешка · f4 чёрная пешка · a2 белая пешка · b2 белая пешка · c2 белая пешка · d2 белая пешка · e2 белый ферзь · g2 белая пешка · h2 белая пешка · a1 белая ладья · b1 белый конь · c1 белый слон · e1 белый король · f1 белый слон · g1 белый конь · h1 белая ладья | a8 чёрная ладья · b8 чёрный конь · c8 чёрный слон · d8 чёрный ферзь · e8 чёрный король · f8 чёрный слон · g8 чёрный конь · h8 чёрная ладья · a7 чёрная пешка · b7 чёрная пешка · c7 чёрная пешка · d7 чёрная пешка · f7 чёрная пешка · g7 чёрная пешка · h7 чёрная пешка · e4 белая пешка · f4 чёрная пешка · a2 белая пешка · b2 белая пешка · c2 белая пешка · d2 белая пешка · e2 белый ферзь · g2 белая пешка · h2 белая пешка · a1 белая ладья · b1 белый конь · c1 белый слон · e1 белый король · f1 белый слон · g1 белый конь · h1 белая ладья | a8 чёрная ладья · b8 чёрный конь · c8 чёрный слон · d8 чёрный ферзь · e8 чёрный король · f8 чёрный слон · g8 чёрный конь · h8 чёрная ладья · a7 чёрная пешка · b7 чёрная пешка · c7 чёрная пешка · d7 чёрная пешка · f7 чёрная пешка · g7 чёрная пешка · h7 чёрная пешка · e4 белая пешка · f4 чёрная пешка · a2 белая пешка · b2 белая пешка · c2 белая пешка · d2 белая пешка · e2 белый ферзь · g2 белая пешка · h2 белая пешка · a1 белая ладья · b1 белый конь · c1 белый слон · e1 белый король · f1 белый слон · g1 белый конь · h1 белая ладья | 6 |
| 5 | a8 чёрная ладья · b8 чёрный конь · c8 чёрный слон · d8 чёрный ферзь · e8 чёрный король · f8 чёрный слон · g8 чёрный конь · h8 чёрная ладья · a7 чёрная пешка · b7 чёрная пешка · c7 чёрная пешка · d7 чёрная пешка · f7 чёрная пешка · g7 чёрная пешка · h7 чёрная пешка · e4 белая пешка · f4 чёрная пешка · a2 белая пешка · b2 белая пешка · c2 белая пешка · d2 белая пешка · e2 белый ферзь · g2 белая пешка · h2 белая пешка · a1 белая ладья · b1 белый конь · c1 белый слон · e1 белый король · f1 белый слон · g1 белый конь · h1 белая ладья | a8 чёрная ладья · b8 чёрный конь · c8 чёрный слон · d8 чёрный ферзь · e8 чёрный король · f8 чёрный слон · g8 чёрный конь · h8 чёрная ладья · a7 чёрная пешка · b7 чёрная пешка · c7 чёрная пешка · d7 чёрная пешка · f7 чёрная пешка · g7 чёрная пешка · h7 чёрная пешка · e4 белая пешка · f4 чёрная пешка · a2 белая пешка · b2 белая пешка · c2 белая пешка · d2 белая пешка · e2 белый ферзь · g2 белая пешка · h2 белая пешка · a1 белая ладья · b1 белый конь · c1 белый слон · e1 белый король · f1 белый слон · g1 белый конь · h1 белая ладья | a8 чёрная ладья · b8 чёрный конь · c8 чёрный слон · d8 чёрный ферзь · e8 чёрный король · f8 чёрный слон · g8 чёрный конь · h8 чёрная ладья · a7 чёрная пешка · b7 чёрная пешка · c7 чёрная пешка · d7 чёрная пешка · f7 чёрная пешка · g7 чёрная пешка · h7 чёрная пешка · e4 белая пешка · f4 чёрная пешка · a2 белая пешка · b2 белая пешка · c2 белая пешка · d2 белая пешка · e2 белый ферзь · g2 белая пешка · h2 белая пешка · a1 белая ладья · b1 белый конь · c1 белый слон · e1 белый король · f1 белый слон · g1 белый конь · h1 белая ладья | a8 чёрная ладья · b8 чёрный конь · c8 чёрный слон · d8 чёрный ферзь · e8 чёрный король · f8 чёрный слон · g8 чёрный конь · h8 чёрная ладья · a7 чёрная пешка · b7 чёрная пешка · c7 чёрная пешка · d7 чёрная пешка · f7 чёрная пешка · g7 чёрная пешка · h7 чёрная пешка · e4 белая пешка · f4 чёрная пешка · a2 белая пешка · b2 белая пешка · c2 белая пешка · d2 белая пешка · e2 белый ферзь · g2 белая пешка · h2 белая пешка · a1 белая ладья · b1 белый конь · c1 белый слон · e1 белый король · f1 белый слон · g1 белый конь · h1 белая ладья | a8 чёрная ладья · b8 чёрный конь · c8 чёрный слон · d8 чёрный ферзь · e8 чёрный король · f8 чёрный слон · g8 чёрный конь · h8 чёрная ладья · a7 чёрная пешка · b7 чёрная пешка · c7 чёрная пешка · d7 чёрная пешка · f7 чёрная пешка · g7 чёрная пешка · h7 чёрная пешка · e4 белая пешка · f4 чёрная пешка · a2 белая пешка · b2 белая пешка · c2 белая пешка · d2 белая пешка · e2 белый ферзь · g2 белая пешка · h2 белая пешка · a1 белая ладья · b1 белый конь · c1 белый слон · e1 белый король · f1 белый слон · g1 белый конь · h1 белая ладья | a8 чёрная ладья · b8 чёрный конь · c8 чёрный слон · d8 чёрный ферзь · e8 чёрный король · f8 чёрный слон · g8 чёрный конь · h8 чёрная ладья · a7 чёрная пешка · b7 чёрная пешка · c7 чёрная пешка · d7 чёрная пешка · f7 чёрная пешка · g7 чёрная пешка · h7 чёрная пешка · e4 белая пешка · f4 чёрная пешка · a2 белая пешка · b2 белая пешка · c2 белая пешка · d2 белая пешка · e2 белый ферзь · g2 белая пешка · h2 белая пешка · a1 белая ладья · b1 белый конь · c1 белый слон · e1 белый король · f1 белый слон · g1 белый конь · h1 белая ладья | a8 чёрная ладья · b8 чёрный конь · c8 чёрный слон · d8 чёрный ферзь · e8 чёрный король · f8 чёрный слон · g8 чёрный конь · h8 чёрная ладья · a7 чёрная пешка · b7 чёрная пешка · c7 чёрная пешка · d7 чёрная пешка · f7 чёрная пешка · g7 чёрная пешка · h7 чёрная пешка · e4 белая пешка · f4 чёрная пешка · a2 белая пешка · b2 белая пешка · c2 белая пешка · d2 белая пешка · e2 белый ферзь · g2 белая пешка · h2 белая пешка · a1 белая ладья · b1 белый конь · c1 белый слон · e1 белый король · f1 белый слон · g1 белый конь · h1 белая ладья | a8 чёрная ладья · b8 чёрный конь · c8 чёрный слон · d8 чёрный ферзь · e8 чёрный король · f8 чёрный слон · g8 чёрный конь · h8 чёрная ладья · a7 чёрная пешка · b7 чёрная пешка · c7 чёрная пешка · d7 чёрная пешка · f7 чёрная пешка · g7 чёрная пешка · h7 чёрная пешка · e4 белая пешка · f4 чёрная пешка · a2 белая пешка · b2 белая пешка · c2 белая пешка · d2 белая пешка · e2 белый ферзь · g2 белая пешка · h2 белая пешка · a1 белая ладья · b1 белый конь · c1 белый слон · e1 белый король · f1 белый слон · g1 белый конь · h1 белая ладья | 5 |
| 4 | a8 чёрная ладья · b8 чёрный конь · c8 чёрный слон · d8 чёрный ферзь · e8 чёрный король · f8 чёрный слон · g8 чёрный конь · h8 чёрная ладья · a7 чёрная пешка · b7 чёрная пешка · c7 чёрная пешка · d7 чёрная пешка · f7 чёрная пешка · g7 чёрная пешка · h7 чёрная пешка · e4 белая пешка · f4 чёрная пешка · a2 белая пешка · b2 белая пешка · c2 белая пешка · d2 белая пешка · e2 белый ферзь · g2 белая пешка · h2 белая пешка · a1 белая ладья · b1 белый конь · c1 белый слон · e1 белый король · f1 белый слон · g1 белый конь · h1 белая ладья | a8 чёрная ладья · b8 чёрный конь · c8 чёрный слон · d8 чёрный ферзь · e8 чёрный король · f8 чёрный слон · g8 чёрный конь · h8 чёрная ладья · a7 чёрная пешка · b7 чёрная пешка · c7 чёрная пешка · d7 чёрная пешка · f7 чёрная пешка · g7 чёрная пешка · h7 чёрная пешка · e4 белая пешка · f4 чёрная пешка · a2 белая пешка · b2 белая пешка · c2 белая пешка · d2 белая пешка · e2 белый ферзь · g2 белая пешка · h2 белая пешка · a1 белая ладья · b1 белый конь · c1 белый слон · e1 белый король · f1 белый слон · g1 белый конь · h1 белая ладья | a8 чёрная ладья · b8 чёрный конь · c8 чёрный слон · d8 чёрный ферзь · e8 чёрный король · f8 чёрный слон · g8 чёрный конь · h8 чёрная ладья · a7 чёрная пешка · b7 чёрная пешка · c7 чёрная пешка · d7 чёрная пешка · f7 чёрная пешка · g7 чёрная пешка · h7 чёрная пешка · e4 белая пешка · f4 чёрная пешка · a2 белая пешка · b2 белая пешка · c2 белая пешка · d2 белая пешка · e2 белый ферзь · g2 белая пешка · h2 белая пешка · a1 белая ладья · b1 белый конь · c1 белый слон · e1 белый король · f1 белый слон · g1 белый конь · h1 белая ладья | a8 чёрная ладья · b8 чёрный конь · c8 чёрный слон · d8 чёрный ферзь · e8 чёрный король · f8 чёрный слон · g8 чёрный конь · h8 чёрная ладья · a7 чёрная пешка · b7 чёрная пешка · c7 чёрная пешка · d7 чёрная пешка · f7 чёрная пешка · g7 чёрная пешка · h7 чёрная пешка · e4 белая пешка · f4 чёрная пешка · a2 белая пешка · b2 белая пешка · c2 белая пешка · d2 белая пешка · e2 белый ферзь · g2 белая пешка · h2 белая пешка · a1 белая ладья · b1 белый конь · c1 белый слон · e1 белый король · f1 белый слон · g1 белый конь · h1 белая ладья | a8 чёрная ладья · b8 чёрный конь · c8 чёрный слон · d8 чёрный ферзь · e8 чёрный король · f8 чёрный слон · g8 чёрный конь · h8 чёрная ладья · a7 чёрная пешка · b7 чёрная пешка · c7 чёрная пешка · d7 чёрная пешка · f7 чёрная пешка · g7 чёрная пешка · h7 чёрная пешка · e4 белая пешка · f4 чёрная пешка · a2 белая пешка · b2 белая пешка · c2 белая пешка · d2 белая пешка · e2 белый ферзь · g2 белая пешка · h2 белая пешка · a1 белая ладья · b1 белый конь · c1 белый слон · e1 белый король · f1 белый слон · g1 белый конь · h1 белая ладья | a8 чёрная ладья · b8 чёрный конь · c8 чёрный слон · d8 чёрный ферзь · e8 чёрный король · f8 чёрный слон · g8 чёрный конь · h8 чёрная ладья · a7 чёрная пешка · b7 чёрная пешка · c7 чёрная пешка · d7 чёрная пешка · f7 чёрная пешка · g7 чёрная пешка · h7 чёрная пешка · e4 белая пешка · f4 чёрная пешка · a2 белая пешка · b2 белая пешка · c2 белая пешка · d2 белая пешка · e2 белый ферзь · g2 белая пешка · h2 белая пешка · a1 белая ладья · b1 белый конь · c1 белый слон · e1 белый король · f1 белый слон · g1 белый конь · h1 белая ладья | a8 чёрная ладья · b8 чёрный конь · c8 чёрный слон · d8 чёрный ферзь · e8 чёрный король · f8 чёрный слон · g8 чёрный конь · h8 чёрная ладья · a7 чёрная пешка · b7 чёрная пешка · c7 чёрная пешка · d7 чёрная пешка · f7 чёрная пешка · g7 чёрная пешка · h7 чёрная пешка · e4 белая пешка · f4 чёрная пешка · a2 белая пешка · b2 белая пешка · c2 белая пешка · d2 белая пешка · e2 белый ферзь · g2 белая пешка · h2 белая пешка · a1 белая ладья · b1 белый конь · c1 белый слон · e1 белый король · f1 белый слон · g1 белый конь · h1 белая ладья | a8 чёрная ладья · b8 чёрный конь · c8 чёрный слон · d8 чёрный ферзь · e8 чёрный король · f8 чёрный слон · g8 чёрный конь · h8 чёрная ладья · a7 чёрная пешка · b7 чёрная пешка · c7 чёрная пешка · d7 чёрная пешка · f7 чёрная пешка · g7 чёрная пешка · h7 чёрная пешка · e4 белая пешка · f4 чёрная пешка · a2 белая пешка · b2 белая пешка · c2 белая пешка · d2 белая пешка · e2 белый ферзь · g2 белая пешка · h2 белая пешка · a1 белая ладья · b1 белый конь · c1 белый слон · e1 белый король · f1 белый слон · g1 белый конь · h1 белая ладья | 4 |
| 3 | a8 чёрная ладья · b8 чёрный конь · c8 чёрный слон · d8 чёрный ферзь · e8 чёрный король · f8 чёрный слон · g8 чёрный конь · h8 чёрная ладья · a7 чёрная пешка · b7 чёрная пешка · c7 чёрная пешка · d7 чёрная пешка · f7 чёрная пешка · g7 чёрная пешка · h7 чёрная пешка · e4 белая пешка · f4 чёрная пешка · a2 белая пешка · b2 белая пешка · c2 белая пешка · d2 белая пешка · e2 белый ферзь · g2 белая пешка · h2 белая пешка · a1 белая ладья · b1 белый конь · c1 белый слон · e1 белый король · f1 белый слон · g1 белый конь · h1 белая ладья | a8 чёрная ладья · b8 чёрный конь · c8 чёрный слон · d8 чёрный ферзь · e8 чёрный король · f8 чёрный слон · g8 чёрный конь · h8 чёрная ладья · a7 чёрная пешка · b7 чёрная пешка · c7 чёрная пешка · d7 чёрная пешка · f7 чёрная пешка · g7 чёрная пешка · h7 чёрная пешка · e4 белая пешка · f4 чёрная пешка · a2 белая пешка · b2 белая пешка · c2 белая пешка · d2 белая пешка · e2 белый ферзь · g2 белая пешка · h2 белая пешка · a1 белая ладья · b1 белый конь · c1 белый слон · e1 белый король · f1 белый слон · g1 белый конь · h1 белая ладья | a8 чёрная ладья · b8 чёрный конь · c8 чёрный слон · d8 чёрный ферзь · e8 чёрный король · f8 чёрный слон · g8 чёрный конь · h8 чёрная ладья · a7 чёрная пешка · b7 чёрная пешка · c7 чёрная пешка · d7 чёрная пешка · f7 чёрная пешка · g7 чёрная пешка · h7 чёрная пешка · e4 белая пешка · f4 чёрная пешка · a2 белая пешка · b2 белая пешка · c2 белая пешка · d2 белая пешка · e2 белый ферзь · g2 белая пешка · h2 белая пешка · a1 белая ладья · b1 белый конь · c1 белый слон · e1 белый король · f1 белый слон · g1 белый конь · h1 белая ладья | a8 чёрная ладья · b8 чёрный конь · c8 чёрный слон · d8 чёрный ферзь · e8 чёрный король · f8 чёрный слон · g8 чёрный конь · h8 чёрная ладья · a7 чёрная пешка · b7 чёрная пешка · c7 чёрная пешка · d7 чёрная пешка · f7 чёрная пешка · g7 чёрная пешка · h7 чёрная пешка · e4 белая пешка · f4 чёрная пешка · a2 белая пешка · b2 белая пешка · c2 белая пешка · d2 белая пешка · e2 белый ферзь · g2 белая пешка · h2 белая пешка · a1 белая ладья · b1 белый конь · c1 белый слон · e1 белый король · f1 белый слон · g1 белый конь · h1 белая ладья | a8 чёрная ладья · b8 чёрный конь · c8 чёрный слон · d8 чёрный ферзь · e8 чёрный король · f8 чёрный слон · g8 чёрный конь · h8 чёрная ладья · a7 чёрная пешка · b7 чёрная пешка · c7 чёрная пешка · d7 чёрная пешка · f7 чёрная пешка · g7 чёрная пешка · h7 чёрная пешка · e4 белая пешка · f4 чёрная пешка · a2 белая пешка · b2 белая пешка · c2 белая пешка · d2 белая пешка · e2 белый ферзь · g2 белая пешка · h2 белая пешка · a1 белая ладья · b1 белый конь · c1 белый слон · e1 белый король · f1 белый слон · g1 белый конь · h1 белая ладья | a8 чёрная ладья · b8 чёрный конь · c8 чёрный слон · d8 чёрный ферзь · e8 чёрный король · f8 чёрный слон · g8 чёрный конь · h8 чёрная ладья · a7 чёрная пешка · b7 чёрная пешка · c7 чёрная пешка · d7 чёрная пешка · f7 чёрная пешка · g7 чёрная пешка · h7 чёрная пешка · e4 белая пешка · f4 чёрная пешка · a2 белая пешка · b2 белая пешка · c2 белая пешка · d2 белая пешка · e2 белый ферзь · g2 белая пешка · h2 белая пешка · a1 белая ладья · b1 белый конь · c1 белый слон · e1 белый король · f1 белый слон · g1 белый конь · h1 белая ладья | a8 чёрная ладья · b8 чёрный конь · c8 чёрный слон · d8 чёрный ферзь · e8 чёрный король · f8 чёрный слон · g8 чёрный конь · h8 чёрная ладья · a7 чёрная пешка · b7 чёрная пешка · c7 чёрная пешка · d7 чёрная пешка · f7 чёрная пешка · g7 чёрная пешка · h7 чёрная пешка · e4 белая пешка · f4 чёрная пешка · a2 белая пешка · b2 белая пешка · c2 белая пешка · d2 белая пешка · e2 белый ферзь · g2 белая пешка · h2 белая пешка · a1 белая ладья · b1 белый конь · c1 белый слон · e1 белый король · f1 белый слон · g1 белый конь · h1 белая ладья | a8 чёрная ладья · b8 чёрный конь · c8 чёрный слон · d8 чёрный ферзь · e8 чёрный король · f8 чёрный слон · g8 чёрный конь · h8 чёрная ладья · a7 чёрная пешка · b7 чёрная пешка · c7 чёрная пешка · d7 чёрная пешка · f7 чёрная пешка · g7 чёрная пешка · h7 чёрная пешка · e4 белая пешка · f4 чёрная пешка · a2 белая пешка · b2 белая пешка · c2 белая пешка · d2 белая пешка · e2 белый ферзь · g2 белая пешка · h2 белая пешка · a1 белая ладья · b1 белый конь · c1 белый слон · e1 белый король · f1 белый слон · g1 белый конь · h1 белая ладья | 3 |
| 2 | a8 чёрная ладья · b8 чёрный конь · c8 чёрный слон · d8 чёрный ферзь · e8 чёрный король · f8 чёрный слон · g8 чёрный конь · h8 чёрная ладья · a7 чёрная пешка · b7 чёрная пешка · c7 чёрная пешка · d7 чёрная пешка · f7 чёрная пешка · g7 чёрная пешка · h7 чёрная пешка · e4 белая пешка · f4 чёрная пешка · a2 белая пешка · b2 белая пешка · c2 белая пешка · d2 белая пешка · e2 белый ферзь · g2 белая пешка · h2 белая пешка · a1 белая ладья · b1 белый конь · c1 белый слон · e1 белый король · f1 белый слон · g1 белый конь · h1 белая ладья | a8 чёрная ладья · b8 чёрный конь · c8 чёрный слон · d8 чёрный ферзь · e8 чёрный король · f8 чёрный слон · g8 чёрный конь · h8 чёрная ладья · a7 чёрная пешка · b7 чёрная пешка · c7 чёрная пешка · d7 чёрная пешка · f7 чёрная пешка · g7 чёрная пешка · h7 чёрная пешка · e4 белая пешка · f4 чёрная пешка · a2 белая пешка · b2 белая пешка · c2 белая пешка · d2 белая пешка · e2 белый ферзь · g2 белая пешка · h2 белая пешка · a1 белая ладья · b1 белый конь · c1 белый слон · e1 белый король · f1 белый слон · g1 белый конь · h1 белая ладья | a8 чёрная ладья · b8 чёрный конь · c8 чёрный слон · d8 чёрный ферзь · e8 чёрный король · f8 чёрный слон · g8 чёрный конь · h8 чёрная ладья · a7 чёрная пешка · b7 чёрная пешка · c7 чёрная пешка · d7 чёрная пешка · f7 чёрная пешка · g7 чёрная пешка · h7 чёрная пешка · e4 белая пешка · f4 чёрная пешка · a2 белая пешка · b2 белая пешка · c2 белая пешка · d2 белая пешка · e2 белый ферзь · g2 белая пешка · h2 белая пешка · a1 белая ладья · b1 белый конь · c1 белый слон · e1 белый король · f1 белый слон · g1 белый конь · h1 белая ладья | a8 чёрная ладья · b8 чёрный конь · c8 чёрный слон · d8 чёрный ферзь · e8 чёрный король · f8 чёрный слон · g8 чёрный конь · h8 чёрная ладья · a7 чёрная пешка · b7 чёрная пешка · c7 чёрная пешка · d7 чёрная пешка · f7 чёрная пешка · g7 чёрная пешка · h7 чёрная пешка · e4 белая пешка · f4 чёрная пешка · a2 белая пешка · b2 белая пешка · c2 белая пешка · d2 белая пешка · e2 белый ферзь · g2 белая пешка · h2 белая пешка · a1 белая ладья · b1 белый конь · c1 белый слон · e1 белый король · f1 белый слон · g1 белый конь · h1 белая ладья | a8 чёрная ладья · b8 чёрный конь · c8 чёрный слон · d8 чёрный ферзь · e8 чёрный король · f8 чёрный слон · g8 чёрный конь · h8 чёрная ладья · a7 чёрная пешка · b7 чёрная пешка · c7 чёрная пешка · d7 чёрная пешка · f7 чёрная пешка · g7 чёрная пешка · h7 чёрная пешка · e4 белая пешка · f4 чёрная пешка · a2 белая пешка · b2 белая пешка · c2 белая пешка · d2 белая пешка · e2 белый ферзь · g2 белая пешка · h2 белая пешка · a1 белая ладья · b1 белый конь · c1 белый слон · e1 белый король · f1 белый слон · g1 белый конь · h1 белая ладья | a8 чёрная ладья · b8 чёрный конь · c8 чёрный слон · d8 чёрный ферзь · e8 чёрный король · f8 чёрный слон · g8 чёрный конь · h8 чёрная ладья · a7 чёрная пешка · b7 чёрная пешка · c7 чёрная пешка · d7 чёрная пешка · f7 чёрная пешка · g7 чёрная пешка · h7 чёрная пешка · e4 белая пешка · f4 чёрная пешка · a2 белая пешка · b2 белая пешка · c2 белая пешка · d2 белая пешка · e2 белый ферзь · g2 белая пешка · h2 белая пешка · a1 белая ладья · b1 белый конь · c1 белый слон · e1 белый король · f1 белый слон · g1 белый конь · h1 белая ладья | a8 чёрная ладья · b8 чёрный конь · c8 чёрный слон · d8 чёрный ферзь · e8 чёрный король · f8 чёрный слон · g8 чёрный конь · h8 чёрная ладья · a7 чёрная пешка · b7 чёрная пешка · c7 чёрная пешка · d7 чёрная пешка · f7 чёрная пешка · g7 чёрная пешка · h7 чёрная пешка · e4 белая пешка · f4 чёрная пешка · a2 белая пешка · b2 белая пешка · c2 белая пешка · d2 белая пешка · e2 белый ферзь · g2 белая пешка · h2 белая пешка · a1 белая ладья · b1 белый конь · c1 белый слон · e1 белый король · f1 белый слон · g1 белый конь · h1 белая ладья | a8 чёрная ладья · b8 чёрный конь · c8 чёрный слон · d8 чёрный ферзь · e8 чёрный король · f8 чёрный слон · g8 чёрный конь · h8 чёрная ладья · a7 чёрная пешка · b7 чёрная пешка · c7 чёрная пешка · d7 чёрная пешка · f7 чёрная пешка · g7 чёрная пешка · h7 чёрная пешка · e4 белая пешка · f4 чёрная пешка · a2 белая пешка · b2 белая пешка · c2 белая пешка · d2 белая пешка · e2 белый ферзь · g2 белая пешка · h2 белая пешка · a1 белая ладья · b1 белый конь · c1 белый слон · e1 белый король · f1 белый слон · g1 белый конь · h1 белая ладья | 2 |
| 1 | a8 чёрная ладья · b8 чёрный конь · c8 чёрный слон · d8 чёрный ферзь · e8 чёрный король · f8 чёрный слон · g8 чёрный конь · h8 чёрная ладья · a7 чёрная пешка · b7 чёрная пешка · c7 чёрная пешка · d7 чёрная пешка · f7 чёрная пешка · g7 чёрная пешка · h7 чёрная пешка · e4 белая пешка · f4 чёрная пешка · a2 белая пешка · b2 белая пешка · c2 белая пешка · d2 белая пешка · e2 белый ферзь · g2 белая пешка · h2 белая пешка · a1 белая ладья · b1 белый конь · c1 белый слон · e1 белый король · f1 белый слон · g1 белый конь · h1 белая ладья | a8 чёрная ладья · b8 чёрный конь · c8 чёрный слон · d8 чёрный ферзь · e8 чёрный король · f8 чёрный слон · g8 чёрный конь · h8 чёрная ладья · a7 чёрная пешка · b7 чёрная пешка · c7 чёрная пешка · d7 чёрная пешка · f7 чёрная пешка · g7 чёрная пешка · h7 чёрная пешка · e4 белая пешка · f4 чёрная пешка · a2 белая пешка · b2 белая пешка · c2 белая пешка · d2 белая пешка · e2 белый ферзь · g2 белая пешка · h2 белая пешка · a1 белая ладья · b1 белый конь · c1 белый слон · e1 белый король · f1 белый слон · g1 белый конь · h1 белая ладья | a8 чёрная ладья · b8 чёрный конь · c8 чёрный слон · d8 чёрный ферзь · e8 чёрный король · f8 чёрный слон · g8 чёрный конь · h8 чёрная ладья · a7 чёрная пешка · b7 чёрная пешка · c7 чёрная пешка · d7 чёрная пешка · f7 чёрная пешка · g7 чёрная пешка · h7 чёрная пешка · e4 белая пешка · f4 чёрная пешка · a2 белая пешка · b2 белая пешка · c2 белая пешка · d2 белая пешка · e2 белый ферзь · g2 белая пешка · h2 белая пешка · a1 белая ладья · b1 белый конь · c1 белый слон · e1 белый король · f1 белый слон · g1 белый конь · h1 белая ладья | a8 чёрная ладья · b8 чёрный конь · c8 чёрный слон · d8 чёрный ферзь · e8 чёрный король · f8 чёрный слон · g8 чёрный конь · h8 чёрная ладья · a7 чёрная пешка · b7 чёрная пешка · c7 чёрная пешка · d7 чёрная пешка · f7 чёрная пешка · g7 чёрная пешка · h7 чёрная пешка · e4 белая пешка · f4 чёрная пешка · a2 белая пешка · b2 белая пешка · c2 белая пешка · d2 белая пешка · e2 белый ферзь · g2 белая пешка · h2 белая пешка · a1 белая ладья · b1 белый конь · c1 белый слон · e1 белый король · f1 белый слон · g1 белый конь · h1 белая ладья | a8 чёрная ладья · b8 чёрный конь · c8 чёрный слон · d8 чёрный ферзь · e8 чёрный король · f8 чёрный слон · g8 чёрный конь · h8 чёрная ладья · a7 чёрная пешка · b7 чёрная пешка · c7 чёрная пешка · d7 чёрная пешка · f7 чёрная пешка · g7 чёрная пешка · h7 чёрная пешка · e4 белая пешка · f4 чёрная пешка · a2 белая пешка · b2 белая пешка · c2 белая пешка · d2 белая пешка · e2 белый ферзь · g2 белая пешка · h2 белая пешка · a1 белая ладья · b1 белый конь · c1 белый слон · e1 белый король · f1 белый слон · g1 белый конь · h1 белая ладья | a8 чёрная ладья · b8 чёрный конь · c8 чёрный слон · d8 чёрный ферзь · e8 чёрный король · f8 чёрный слон · g8 чёрный конь · h8 чёрная ладья · a7 чёрная пешка · b7 чёрная пешка · c7 чёрная пешка · d7 чёрная пешка · f7 чёрная пешка · g7 чёрная пешка · h7 чёрная пешка · e4 белая пешка · f4 чёрная пешка · a2 белая пешка · b2 белая пешка · c2 белая пешка · d2 белая пешка · e2 белый ферзь · g2 белая пешка · h2 белая пешка · a1 белая ладья · b1 белый конь · c1 белый слон · e1 белый король · f1 белый слон · g1 белый конь · h1 белая ладья | a8 чёрная ладья · b8 чёрный конь · c8 чёрный слон · d8 чёрный ферзь · e8 чёрный король · f8 чёрный слон · g8 чёрный конь · h8 чёрная ладья · a7 чёрная пешка · b7 чёрная пешка · c7 чёрная пешка · d7 чёрная пешка · f7 чёрная пешка · g7 чёрная пешка · h7 чёрная пешка · e4 белая пешка · f4 чёрная пешка · a2 белая пешка · b2 белая пешка · c2 белая пешка · d2 белая пешка · e2 белый ферзь · g2 белая пешка · h2 белая пешка · a1 белая ладья · b1 белый конь · c1 белый слон · e1 белый король · f1 белый слон · g1 белый конь · h1 белая ладья | a8 чёрная ладья · b8 чёрный конь · c8 чёрный слон · d8 чёрный ферзь · e8 чёрный король · f8 чёрный слон · g8 чёрный конь · h8 чёрная ладья · a7 чёрная пешка · b7 чёрная пешка · c7 чёрная пешка · d7 чёрная пешка · f7 чёрная пешка · g7 чёрная пешка · h7 чёрная пешка · e4 белая пешка · f4 чёрная пешка · a2 белая пешка · b2 белая пешка · c2 белая пешка · d2 белая пешка · e2 белый ферзь · g2 белая пешка · h2 белая пешка · a1 белая ладья · b1 белый конь · c1 белый слон · e1 белый король · f1 белый слон · g1 белый конь · h1 белая ладья | 1 |
|   | a | b | c | d | e | f | g | h |   |

Пье́тро Карре́ра (итал. Pietro Carrera; 12 июля 1573, Милителло-ин-Валь-ди-Катания — 18 марта 1647, Мессина) — итальянский священник, шахматист и теоретик. Представитель итальянской шахматной школы.
Жил на Сицилии. В 1617 году в Милителло опубликовал трактат «Шахматная игра», который в 1822 году был переведен на английский язык. Исследовал дебюты и эндшпили. Именем Карреры назван вариант в королевском гамбите : 1. e4 e5 2. f4 e: f4 3. Фe2.
В том же трактате Каррерой описан названный в его честь вариант шахмат, в котором возможно впервые были использованы комбинированные фигуры (в дополнение к ферзю): Чемпион, сочетающий возможности коня и ладьи, и Кентавр, сочетающая функции коня и слона. Рокировка отсутствует. Правила превращения пешки неизвестны (предположительно в ферзя либо ещё и в чемпиона и кентавра). В XX веке аналогичный вариант шахмат был предложен Капабланкой.